# Том
Том (њем. Thomm) општина је у њемачкој савезној држави Рајна-Палатинат. Једно је од 103 општинска средишта округа Трир-Сарбург. Према процјени из 2010. у општини је живјело 1.097 становника. Посједује регионалну шифру (AGS) 7235135.

## Географски и демографски подаци
Том се налази у савезној држави Рајна-Палатинат у округу Трир-Сарбург. Општина се налази на надморској висини од 450 метара. Површина општине износи 4,5 km². У самом мјесту је, према процјени из 2010. године, живјело 1.097 становника. Просјечна густина становништва износи 244 становника/km².